# Elaeagnus micrantha
Elaeagnus micrantha är en havtornsväxtart som beskrevs av C. Yung Chang. Elaeagnus micrantha ingår i släktet silverbuskar, och familjen havtornsväxter. Inga underarter finns listade i Catalogue of Life.